# Couple lesbien
Pour les articles homonymes, voir Couple lesbien (homonymie).
Couple lesbien (Weibliches Liebespaar) est un dessin expressionniste d'Egon Schiele mesurant 49 × 32,5 cm, réalisée en 1916, et conservé au musée Leopold, musée du Museumsquartier de Vienne.